# Ajat
Ajat é uma comuna francesa na região administrativa da Nova Aquitânia, no departamento Dordonha.